# Whiting (Wisconsin)
Whiting es una villa ubicada en el condado de Portage en el estado estadounidense de Wisconsin. En el Censo de 2010 tenía una población de 1.724 habitantes y una densidad poblacional de 308,31 personas por km².

## Geografía
Whiting se encuentra ubicada en las coordenadas 44°29′24″N 89°33′36″O / 44.49000, -89.56000. Según la Oficina del Censo de los Estados Unidos, Whiting tiene una superficie total de 5.59 km², de la cual 4.61 km² corresponden a tierra firme y (17.6%) 0.98 km² es agua.

## Demografía
Según el censo de 2010, había 1.724 personas residiendo en Whiting. La densidad de población era de 308,31 hab./km². De los 1.724 habitantes, Whiting estaba compuesto por el 95.53% blancos, el 0.23% eran afroamericanos, el 0.12% eran amerindios, el 2.03% eran asiáticos, el 0% eran isleños del Pacífico, el 1.33% eran de otras razas y el 0.75% pertenecían a dos o más razas. Del total de la población el 2.61% eran hispanos o latinos de cualquier raza.